# Centralny Zarząd Przemysłu Bawełnianego
Centralny Zarząd Przemysłu Bawełnianego – jednostka organizacyjna Ministerstwa Przemysłu Lekkiego, powołana w celu koordynowania, nadzorowania i kontrolowania oraz pełnienia ogólnego kierownictwa nad działalnością gospodarczą przedsiębiorstw państwowych lub będących pod zarządem państwowym. Od momentu powołania zarząd ten miał siedzibę w Łodzi, ostatni adres to ul. Piotrkowska 270.

## Powołanie Zarządu
Na podstawie zarządzenia Ministra Przemysłu Lekkiego z 1949 r. o utworzeniu „Centralnego Zarządu Przemysłu Bawełnianego” ustanowiono Zarząd. Zarządzenie powstało w porozumieniu z Przewodniczącym Państwowej Komisji Planowania Gospodarczego i Ministrem Skarbu. Powołanie Zarządu pozostawało w ścisłym związku z dekretem z 1947 r. o tworzeniu przedsiębiorstw państwowych.
Nadzór państwowy nad Zarządem sprawował Minister Przemysłu Lekkiego.

## Powstanie Zarządu
Do 1949 r. funkcjonował Centralny Zarząd Przemysłu Włókienniczego. Po jego likwidacji powołano mniejsze zarządy dotyczące poszczególnych dziedzin branży. Związane to było z redukcją szczebli zarządzania gospodarką, wcześniej realizowaną wedle schematu: przedsiębiorstwo – Dyrekcja Przemysłu Bawełnianego – Centralny Zarząd – Ministerstwo Przemysłu i Handlu.
Centralny Zarząd Przemysłu Bawełnianego powstał w 1950 r. w wyniku wydzielenia z administracji państwowej jednostki organizacyjnej jako przedsiębiorstwa państwowego prowadzonego w ramach narodowych planów gospodarczych oraz według zasad gospodarki handlowej.

## Przedmiot działalności Zarządu
Przedmiotem działalności Zarządu było koordynowanie, nadzorowanie i kontrolowanie oraz ogólne kierownictwo działalności gospodarczej przedsiębiorstw państwowych lub będących pod zarządem państwowym.

## Rada Nadzoru Społecznego
Przy Zarządzie powołana była Rada Nadzoru Społecznego, której zakres działania, sposób powoływania i odwoływania jej członków, organizację i sposób wykonywania powierzonych czynności określi rozporządzenie Rady Ministrów.
Rada Nadzoru Społecznego miała charakter niezależnego organu nadzorczego, kontrolnego oraz opiniodawczego, podlegającego w swej działalności nadzorowi Prezydium Krajowej Rady Narodowej.

## Kierowanie Zarządem
Organem zarządzającym Zarządu była dyrekcja, powoływana i zwalniana przez Ministra Przemysłu Lekkiego i składająca się z dyrektora naczelnego, reprezentującego dyrekcję samodzielnie oraz z podległych dyrektorowi naczelnemu pięciu dyrektorów.
Dyrektorem naczelnym w latach 1950–1952 był Alojzy Jóźwiak, współzałożyciel łódzkich struktur PPR, awansując z Pabianickich Zakładów Przemysłu Bawełnianego.
Do ważności zobowiązań, zaciąganych przez Zarząd, wymagane było współdziałanie, zgodnie z uprawnieniami, przewidzianymi w statucie:
- dwóch członków dyrekcji łącznie,
- jednego członka dyrekcji łącznie z pełnomocnikiem handlowym w granicach jego pełnomocnictwa,
- dwóch pełnomocników handlowych łącznie w granicach ich pełnomocnictw.

## Wykaz przedsiębiorstw nadzorowanych
- Zakłady Przemysłu Bawełnianego Imienia Józefa Stalina, przedsiębiorstwo państwowe wyodrębnione z siedzibą w Łodzi[1],
- Zakłady Przemysłu Bawełnianego Imienia Juliana Marchlewskiego, przedsiębiorstwo państwowe wyodrębnione z siedzibą w Łodzi,
- Zakłady Przemysłu Bawełnianego Imienia Feliksa Dzierżyńskiego, przedsiębiorstwo państwowe wyodrębnione z siedzibą w Łodzi,
- Zakłady Przemysłu Bawełnianego Imienia Stanisława Dubois, przedsiębiorstwo państwowe wyodrębnione z siedzibą w Łodzi,
- Widzewskie Zakłady Przemysłu Bawełnianego „1-go Maja”, przedsiębiorstwo państwowe wyodrębnione z siedzibą w Łodzi,
- Zakłady Przemysłu Bawełnianego Imienia Stanisława Kunickiego, przedsiębiorstwo państwowe wyodrębnione z siedzibą w Łodzi,
- Zakłady Przemysłu Bawełnianego Imienia Stefana Okrzei, przedsiębiorstwo państwowe wyodrębnione z siedzibą w Łodzi,
- Zakłady Przemysłu Bawełnianego Imienia Szymona Harmana, przedsiębiorstwo państwowe wyodrębnione z siedzibą w Łodzi,
- Zakłady Przemysłu Bawełnianego Imienia I Dywizji Kościuszkowskiej, przedsiębiorstwo państwowe wyodrębnione z siedzibą w Łodzi,
- Bielawskie Zakłady Przemysłu Bawełnianego Imienia 2-ej Armii Wojska Polskiego, przedsiębiorstwo państwowe wyodrębnione z siedzibą w Bielawie,
- Bielawskie Zakłady Przemysłu Bawełnianego Imienia „Dąbrowszczaków”, przedsiębiorstwo państwowe wyodrębnione z siedzibą w Bielawie,
- Dzierżoniowskie Zakłady Przemysłu Bawełnianego, przedsiębiorstwo państwowe wyodrębnione z siedzibą w Dzierżoniowie,
- Zakłady Przemysłu Bawełnianego „Rewolucja 1905”, przedsiębiorstwo państwowe wyodrębnione z siedzibą w Łodzi,
- Zakłady Przemysłu Bawełnianego Imienia Hanny Sawickiej, przedsiębiorstwo państwowe wyodrębnione z siedzibą w Łodzi,
- Zakłady Przemysłu Bawełnianego Imienia Czesława Szymańskiego, przedsiębiorstwo państwowe wyodrębnione z siedzibą w Łodzi,
- Zakłady Przemysłu Bawełnianego Imienia Władysławy Bytomskiej, przedsiębiorstwo państwowe wyodrębnione z siedzibą w Łodzi,
- Zakłady Przemysłu Bawełnianego Imienia Płk. Leona Koczaskiego, przedsiębiorstwo państwowe wyodrębnione z siedzibą w Łodzi,
- Pabianickie Zakłady Przemysłu Bawełnianego, przedsiębiorstwo państwowe wyodrębnione z siedzibą w Pabianicach.
- Zakłady Przemysłu Bawełnianego Imienia Armii Ludowej, przedsiębiorstwo państwowe wyodrębnione z siedzibą w Łodzi,
- Częstochowskie Zakłady Przemysłu Bawełnianego, przedsiębiorstwo państwowe wyodrębnione z siedzibą w Częstochowie,
- Zawierciańskie Zakłady Przemysłu Bawełnianego, przedsiębiorstwo państwowe wyodrębnione z siedzibą w Zawierciu,
- Zgierskie Zakłady Przemysłu Bawełnianego Imienia 100 Poległych, przedsiębiorstwo państwowe wyodrębnione z siedzibą w Zgierzu,
- Ozorkowskie Zakłady Przemysłu Bawełnianego, przedsiębiorstwo państwowe wyodrębnione z siedzibą w Ozorkowie,
- Andrychowskie Zakłady Przemysłu Bawełnianego, przedsiębiorstwo państwowe wyodrębnione z siedzibą w Andrychowie,
- Bełchatowskie Zakłady Przemysłu Bawełnianego, przedsiębiorstwo państwowe wyodrębnione z siedzibą w Bełchatowie,
- Zduńskowolskie Zakłady Przemysłu Bawełnianego, przedsiębiorstwo państwowe wyodrębnione z siedzibą w Zduńskiej Woli,
- Zelowskie Zakłady Przemysłu Bawełnianego, przedsiębiorstwo państwowe wyodrębnione z siedzibą w Zelowie,
- Prudnickie Zakłady Przemysłu Bawełnianego, przedsiębiorstwo państwowe wyodrębnione z siedzibą w Prudniku,
- Lubańskie Zakłady Przemysłu Bawełnianego, przedsiębiorstwo państwowe wyodrębnione z siedzibą w Lubaniu,
- Bogatyńskie Zakłady Przemysłu Bawełnianego, przedsiębiorstwo państwowe wyodrębnione z siedzibą w Bogatyni,
- Żarskie Zakłady Przemysłu Bawełnianego, przedsiębiorstwo państwowe wyodrębnione z siedzibą w Żarach,
- Mirskie Zakłady Przemysłu Bawełnianego, przedsiębiorstwo państwowe wyodrębnione z siedzibą w Mirsku,
- Pieszyckie Zakłady Przemysłu Bawełnianego, przedsiębiorstwo państwowe wyodrębnione z siedzibą w Pieszycach,
- Krosnowickie Zakłady Przemysłu Bawełnianego, przedsiębiorstwo państwowe wyodrębnione z siedzibą w Krosnowicach (dawn. Rankowo),
- Głuszyckie Zakłady Przemysłu Bawełnianego, przedsiębiorstwo państwowe wyodrębnione z siedzibą w Głuszycy,
- Kudowskie Zakłady Przemysłu Bawełnianego, przedsiębiorstwo państwowe wyodrębnione z siedzibą w Kudowie-Zakrzu.